# آن روث
آن روث (بالإنجليزية: Ann Roth)‏ هي مصممة أزياء تقليدية أمريكية، ولدت في 30 أكتوبر 1931 في هانوفر في الولايات المتحدة.

## وصلات خارجية
- آن روث على موقع IMDb (الإنجليزية)
- آن روث على موقع ألو سيني (الفرنسية)
- آن روث على موقع قاعدة بيانات برودواي على الإنترنت (الإنجليزية)
- آن روث على موقع قاعدة بيانات الفيلم (الإنجليزية)